# Satanic Art
Satanic Art (v překladu Satanské umění) je první EP norské black metalové skupiny Dødheimsgard z roku 1998. Je na něm patrný odklon od klasického black metalu směrem k avantgardnější a industriálnější podobě.

## Seznam skladeb
1. Oneiroscope (1:31)
2. Traces of Reality (7:07)
3. Symptom (2:31)
4. The Paramount Empire (3:10)
5. Wrapped in Plastic (1:40)

## Sestava

### Dødheimsgard
- Mr. Always Safe and Sound/Aldrahn (Bjørn Dencker Gjerde) – kytara, vokály
- Mr. Anti-Evolution Human Deviation/Galder (Thomas Rune Andersen Orre) – kytara
- Mr. Dingy Sweet Talker Women Stalker (Svein Egil Hatlevik) – klávesy
- Mr. Nebulous Secrets/Apollyon (Ole Jørgen Moe) – bicí, perkuse
- Mr. Dead Meat Smelly Feet/Cerberus – baskytara
- Mr. Fantastic Deceptionist/Vicotnik (Yusaf Parvez) – kytara, programování, vokály

### Další personál
- Stine Lunde – housle
- Garm (Kristoffer Rygg) – mastering
- Tom "Thrawn" Kvålsvoll – mastering
- Bjørn Boge – produkce, zvukový inženýr, mixáž
- Bjørn Werner – dodatečná mixáž